# Inwärtseigen
Inwärtseigen (mhd. eigen = Besitz) ist eine bestimmte Form des Grundeigentums in Zusammenhang mit Leibeigenschaft und Lehnswesen. 
Als Inwärtseigen wurde im heimisch-deutschen Recht des Mittelalters das Grundeigentum der Ministerialen bezeichnet, das nur innerhalb (inwärts) einer örtlichen Abgrenzung galt und an andere Untertanen desselben Grundherren weiter veräußert werden durfte. Ein Beispiel sind die Stephanischen Eigen des Hochstifts Passau.
Inwärtseigen kann auch als beschränkt dingliches Recht betrachtet werden, obwohl die Einschränkungen hier nur räumlich verstanden werden und nicht sachlich, wie etwa bei den klassischen römischen Servituten.